# شیرفروش (فیلم)
شیرفروش فیلمی به کارگردانی اسماعیل کوشان و نویسندگی کریم فکور ساختهٔ سال ۱۳۳۹ است.

## خلاصه داستان
دختری که مأمور توزیع شیر است با مرد جوانی آشنا می‌شود و به زودی شیفته اش می‌شود...

## بازیگران
- دلکش
- محمد متوسلانی
- تقی ظهوری
- حمیده خیرآبادی
- حسین امیرفضلی
- عباس مهردادیان
- رحیم روشنیان
- جواد تقدسی